# Alain Vigneault
Pour les articles homonymes, voir Vigneault.
Alain Vigneault (né le 14 mai 1961 à Québec, dans la province de Québec au Canada) est un joueur professionnel et un entraîneur canadien de hockey sur glace.
Au cours de sa courte carrière de joueur, il a disputé 42 parties pour les Blues de Saint-Louis de la Ligue nationale de hockey (LNH) et remporté la Coupe Calder en 1984 avec les Mariners du Maine.
Devenu entraîneur, il dirige plusieurs équipes de la Ligue de hockey junior majeur du Québec (LHJMQ) avant d'être nommé à la tête des Canadiens de Montréal de la LNH de 1997 à 2000 puis des Canucks de Vancouver de 2006 à 2013. En 2007, il reçoit le trophée Jack-Adams du meilleur entraîneur de la LNH. Il entraîne ensuite les Rangers de New York puis les Flyers de Philadelphie.

## Biographie

### Carrière de joueur
Alain Vigneault commence son hockey junior en 1977 avec les Olympiques de Hull de la Ligue de hockey junior majeur du Québec (LHJMQ). Joueur le plus pénalisé de son équipe en 1979, il est échangé au cours de l'édition 1979-1980 aux Draveurs de Trois-Rivières en retour de Benoît Laporte. La saison suivante, il aide les Draveurs, dont il est le joueur le plus puni,  à atteindre la finale où ils s'inclinent face aux Royals de Cornwall. Au cours de ses quatre saisons passées en LHJMQ, Vigneault montre également ses capacités offensives, accumulant 226 points en 261 rencontres jouées.
Choisi par les Blues de Saint-Louis au huitième tour du repêchage d'entrée 1981 dans la Ligue nationale de hockey (LNH), il fait ensuite ses débuts professionnels avec les Golden Eagles de Salt Lake, une équipe de la Ligue centrale de hockey (LCH) affiliée aux Blues. Tout comme la saison précédente en junior, il termine en tête des joueurs les plus pénalisés de son équipe, le classant troisième de la ligue. Au cours de la saison, il dispute également 14 parties en LNH. Pour l'édition 1982-1983, il partage son temps de jeu entre la LNH et la LCH, jouant 28 parties pour Saint-Louis. Avant le début de l'exercice 1983-1984, il est assigné au Magic du Montana de la LCH. Il finit la saison avec les Mariners du Maine de la Ligue américaine de hockey (LAH) avec lesquels il remporte la Coupe Calder. Souhaitant reprendre ses études, il décide alors de mettre un terme à sa carrière.

### Carrière d'entraîneur

#### Entraîneur en LHJMQ et première expérience en LNH
De retour à Trois-Rivières où il fréquente le campus local de l'Université du Québec, il se porte volontaire pour diriger l'équipe de junior B de la ville. Après deux bonnes saisons, il est nommé à la tête des Draveurs de la LHJMQ, le contraignant à abandonner ses études. Au cours de l'été suivant, il devient entraîneur-adjoint des Cataractes de Shawinigan mais quitte cette position peu de temps après pour celle d'entraîneur-chef des Olympiques de Hull, remplaçant Pat Burns qui a été recruté par les Canadiens de Montréal pour diriger leur club-école, les Canadiens de Sherbrooke de la LAH,. Cette saison-là, Vigneault et son équipe remporte la Coupe du président, remise aux champions de la LHJMQ, en dominant en finale les Voltigeurs de Drummondville quatre victoires à trois, après avoir été menés trois manches à une,. Par la suite, les Olympiques disputent la Coupe Memorial où ils sont éliminés en demi-finales. Vigneault est nommé entraîneur de la première équipe d'étoiles de la LHJMQ et reçoit le Trophée d'entraîneur de l'année, remis pour la première fois par la Ligue canadienne de hockey. Il continue de diriger les Olympiques pendant quatre saisons supplémentaires, l'équipe se qualifiant à chaque reprise pour les séries, et est nommé entraîneur de la seconde équipe d'étoiles de la LHJMQ en 1991 et 1992.
Au cours de cette période, il apporte également ses services auprès de l'équipe junior du Canada en tant qu'assistant de Tom Webster lors du championnat du monde 1989 puis de Dick Todd pour celui de 1991, remporté par les canadiens. En juin 1992, il accepte de diriger la sélection lors de l'édition 1993. Il doit cependant y renoncer le mois suivant lorsqu'il est recruté par les Sénateurs d'Ottawa, nouvellement intégrés dans la LNH.
Avec sa nouvelle équipe, il devient l'un des assistants de Rick Bowness. Pour ses trois premières saisons, l'équipe néophyte termine à chaque fois dernière de la ligue,,. Bien que le début de la campagne 1995-1996 soit leur meilleur avec six victoires en onze parties, les Sénateurs enregistrent ensuite une série de huit défaites consécutives et les deux entraîneurs sont renvoyés le 20 novembre. Le 26 décembre, Vigneault retourne en LHJMQ où il prend les rênes des Harfangs de Beauport. Cette saison-là, les Harfangs finissent premiers de la division Dilio. Par la suite, ils atteignent la finale mais s'inclinent face aux Prédateurs de Granby quatre victoires à une. L'année suivante, Vigneault et Beauport se qualifient de nouveau pour les séries où ils sont éliminés dès le premier tour.

#### Les Canadiens de Montréal
Le 26 mai 1997, Vigneault retrouve la LNH avec les Canadiens de Montréal dont il devient l'entraîneur-chef en remplacement de Mario Tremblay,. Sous sa direction, les Canadiens font un excellent début de saison 1997-1998, étant en tête de la division Nord-Est à la fin novembre. Cependant, une fin de campagne marquée par des blessures les contraignent à finir quatrième de leur division et septième de l'association de l'Est, les assurant une place en séries. Au premier tour, ils créent la surprise en éliminant les Penguins de Pittsburgh, vainqueurs de la division Nord-Est en six manches. Au tour suivant, ils doivent s'incliner quatre victoires à rien face aux Sabres de Buffalo.
La seconde saison dans la métropole québécoise est plus difficile. Au mois de décembre, les Habs enregistrent onze matchs consécutifs sans victoire. Les départs en mars de deux joueurs-clé de l'équipe, Mark Recchi et Vincent Damphousse, n'y aidant pas, ils terminent derniers de la division et manquent les séries.
L'édition 1999-2000, est tout aussi chaotique que la précédente, avec un effectif réduit en raison de nombreuses blessures. Lors des dernières semaines de la saison régulière, l'espoir renaît et Montréal fait une remontée au classement avant de finalement échouer à deux points d'une qualification pour les séries. Cela vaut à Vigneault une nomination pour le trophée Jack-Adams du meilleur entraîneur de la ligue, finalement remporté par Joel Quenneville des Blues de Saint-Louis.
Les Canadiens continuent d'être en difficulté lors du début de la campagne 2000-2001. Le 20 novembre, avec seulement cinq victoires en vingt parties jouées, le président du club, Pierre Boivin, décide de limoger Vigneault ainsi que Réjean Houle, le directeur général. Ils sont remplacés respectivement par Michel Therrien et André Savard,.

#### Retour chez les juniors et passage en LAH
Le 16 janvier 2001, Vigneault devient l'un des recruteurs professionnels pour les Blues de Saint-Louis, une position qu'il conserve jusqu'en juin 2002. Le jour de l'an 2003, il fait son retour en LHJMQ lorsqu'il est nommé à la tête du Rocket de Montréal en remplacement de Gilbert Delorme. L'équipe finit troisième de la division Ouest avant d'être éliminés au premier tour. Au cours de l'été suivant, l'équipe déménage à Charlottetown, devenant le Rocket de l'Île-du-Prince-Édouard. Dans leur nouvel environnement, Vigneault et l'équipe termine troisième de la division Atlantique. Au cours des séries, ils se font sortir au second tour par les futurs finalistes, les Wildcats de Moncton. La saison suivante est plus difficile et l'équipe manque les séries.
Le 12 août 2005, bien qu'il vient de signer un contrat de cinq ans avec le Rocket quelques mois auparavant, Vigneault quitte la LHJMQ pour devenir l'entraîneur-chef du Moose du Manitoba de la Ligue américaine de hockey (LAH), le club-école des Canucks de Vancouver. Cette saison-là, l'équipe de Winnipeg se classe troisième de la division Nord avec 100 points. Au premier tour des séries, ils éliminent le Crunch de Syracuse en quatre victoires à deux avant de se faire sortir par les Griffins de Grand Rapids au tour suivant en sept parties.

#### Les Flyers de Philadelphie
En 2019, il devient entraineur des Flyers de Philadelphie. Le 6 décembre 2021, il est congédié avec l'entraineur adjoint Michel Therrien. 

## Statistiques

### Joueur
| Saison     | Équipe                     | Ligue      |    | Saison régulière | Saison régulière | Saison régulière | Saison régulière | Saison régulière |   | Séries éliminatoires | Séries éliminatoires | Séries éliminatoires | Séries éliminatoires | Séries éliminatoires |
| Saison     | Équipe                     | Ligue      | PJ | B                | A                | Pts              | Pun              | PJ               | B | A                    | Pts                  | Pun                  |                      |                      |
| 1977-1978  | Olympiques de Hull         | LHJMQ      | 59 | 11               | 35               | 46               | 90               | 4                | 0 | 1                    | 1                    | 20                   |                      |                      |
| 1978-1979  | Olympiques de Hull         | LHJMQ      | 72 | 13               | 41               | 54               | 217              |                  |   |                      |                      |                      |                      |                      |
| 1979-1980  | Olympiques de Hull         | LHJMQ      | 35 | 5                | 34               | 39               | 82               |                  |   |                      |                      |                      |                      |                      |
| 1979-1980  | Draveurs de Trois-Rivières | LHJMQ      | 28 | 6                | 19               | 25               | 93               | 7                | 1 | 5                    | 6                    | 30                   |                      |                      |
| 1980-1981  | Draveurs de Trois-Rivières | LHJMQ      | 67 | 7                | 55               | 62               | 181              | 19               | 4 | 6                    | 10                   | 53                   |                      |                      |
| 1981-1982  | Golden Eagles de Salt Lake | LCH        | 64 | 2                | 10               | 12               | 266              | 7                | 1 | 1                    | 2                    | 37                   |                      |                      |
| 1981-1982  | Blues de Saint-Louis       | LNH        | 14 | 1                | 2                | 3                | 43               |                  |   |                      |                      |                      |                      |                      |
| 1982-1983  | Golden Eagle de Salt Lake  | LCH        | 33 | 1                | 4                | 5                | 189              |                  |   |                      |                      |                      |                      |                      |
| 1982-1983  | Blues de Saint-Louis       | LNH        | 28 | 1                | 3                | 4                | 39               | 4                | 0 | 1                    | 1                    | 26                   |                      |                      |
| 1983-1984  | Magic du Montana           | LCH        | 47 | 2                | 14               | 16               | 139              |                  |   |                      |                      |                      |                      |                      |
| 1983-1984  | Mariners du Maine          | LAH        | 11 | 0                | 1                | 1                | 46               | 1                | 0 | 0                    | 0                    | 0                    |                      |                      |
| Totaux LNH | Totaux LNH                 | Totaux LNH | 42 | 2                | 5                | 7                | 82               | 4                | 0 | 1                    | 1                    | 26                   |                      |                      |

### Entraîneur
| Saison     | Équipe                     | Ligue      |       | PJ  | V   | D  | N   | Pr   | % V                               |  | Séries éliminatoires |
| 1986-1987  | Draveurs de Trois-Rivières | LHJMQ      | 70    | 28  | 40  | 2  | -   | 41,4 | Non qualifié                      |  |                      |
| 1987-1988  | Olympiques de Hull         | LHJMQ      | 70    | 43  | 23  | 4  | -   | 64,3 | Champion de la Coupe du président |  |                      |
| 1988-1989  | Olympiques de Hull         | LHJMQ      | 70    | 40  | 25  | 5  | -   | 60,7 | Éliminé au deuxième tour          |  |                      |
| 1989-1990  | Olympiques de Hull         | LHJMQ      | 70    | 36  | 29  | 5  | -   | 55   | Éliminé au deuxième tour          |  |                      |
| 1990-1991  | Olympiques de Hull         | LHJMQ      | 70    | 36  | 27  | 7  | -   | 56,4 | Éliminé au premier tour           |  |                      |
| 1991-1992  | Olympiques de Hull         | LHJMQ      | 70    | 41  | 24  | 5  | -   | 62,1 | Éliminé au premier tour           |  |                      |
| 1995-1996  | Harfangs de Beauport       | LHJMQ      | 31    | 19  | 7   | 5  | -   | 69,4 | Finaliste                         |  |                      |
| 1996-1997  | Harfangs de Beauport       | LHJMQ      | 70    | 24  | 44  | 2  | -   | 35,7 | Éliminé au premier tour           |  |                      |
| 1997-1998  | Canadiens de Montréal      | LNH        | 82    | 37  | 32  | 13 | -   | 53   | Éliminé au deuxième tour          |  |                      |
| 1998-1999  | Canadiens de Montréal      | LNH        | 82    | 32  | 39  | 11 | -   | 45,7 | Non qualifié                      |  |                      |
| 1999-2000  | Canadiens de Montréal      | LNH        | 82    | 35  | 34  | 9  | 4   | 50,6 | Non qualifié                      |  |                      |
| 2000-2001  | Canadiens de Montréal      | LNH        | 20    | 5   | 13  | 2  | 0   | 30   | Remplacé en cours de saison       |  |                      |
| 2003-2004  | Rocket de l'ÎPÉ            | LHJMQ      | 70    | 40  | 19  | 5  | 6   | 65   | Éliminé au deuxième tour          |  |                      |
| 2004-2005  | Rocket de l'ÎPÉ            | LHJMQ      | 70    | 24  | 39  | 7  | 0   | 39,3 | Non qualifié                      |  |                      |
| 2005-2006  | Moose du Manitoba          | LAH        | 80    | 44  | 24  | -  | 12  | 62,5 | Éliminé au deuxième tour          |  |                      |
| 2006-2007  | Canucks de Vancouver       | LNH        | 82    | 49  | 26  | -  | 7   | 64   | Éliminé au deuxième tour          |  |                      |
| 2007-2008  | Canucks de Vancouver       | LNH        | 82    | 39  | 33  | -  | 10  | 53,7 | Non qualifié                      |  |                      |
| 2008-2009  | Canucks de Vancouver       | LNH        | 82    | 45  | 27  | -  | 10  | 61   | Éliminé au deuxième tour          |  |                      |
| 2009-2010  | Canucks de Vancouver       | LNH        | 82    | 49  | 28  | -  | 5   | 62,8 | Éliminé au deuxième tour          |  |                      |
| 2010-2011  | Canucks de Vancouver       | LNH        | 82    | 54  | 19  | -  | 9   | 71,3 | Finaliste                         |  |                      |
| 2011-2012  | Canucks de Vancouver       | LNH        | 82    | 51  | 22  | -  | 9   | 67,7 | Éliminé au premier tour           |  |                      |
| 2012-2013  | Canucks de Vancouver       | LNH        | 48    | 26  | 15  | -  | 7   | 61,5 | Éliminé au premier tour           |  |                      |
| 2013-2014  | Rangers de New York        | LNH        | 82    | 45  | 31  | -  | 6   | 58,5 | Finaliste                         |  |                      |
| 2014-2015  | Rangers de New York        | LNH        | 82    | 53  | 22  | -  | 7   | 68,9 | Éliminé au troisième tour         |  |                      |
| 2015-2016  | Rangers de New York        | LNH        | 82    | 46  | 27  | -  | 9   | 61,6 | Éliminé au premier tour           |  |                      |
| 2016-2017  | Rangers de New York        | LNH        | 82    | 48  | 28  | -  | 6   | 62,2 | Éliminé au deuxième tour          |  |                      |
| 2017-2018  | Rangers de New York        | LNH        | 82    | 34  | 39  | -  | 9   | 47,0 | Non qualifié                      |  |                      |
| 2019-2020  | Flyers de Philadelphie     | LNH        | 69    | 41  | 21  | -  | 7   | 64,5 | Éliminé au troisième tour         |  |                      |
| 2020-2021  | Flyers de Philadelphie     | LNH        | 56    | 25  | 23  | -  | 8   | 51,8 | Non qualifié                      |  |                      |
| 2021-2022  | Flyers de Philadelphie     | LNH        | 25    | 9   | 12  | -  | 4   | 44,0 | Remplacé en cours de saison       |  |                      |
| Totaux LNH | Totaux LNH                 | Totaux LNH | 1 366 | 723 | 491 | 35 | 117 | 58,5 | 12 qualifications pour les séries |  |                      |

## Trophées et honneurs personnels
- 1983-1984 : champion de la Coupe Calder avec les Mariners du Maine
- 1987-1988 : 
  - champion de la Coupe du Président en tant qu'entraîneur-chef des Olympiques de Hull
  - entraîneur de la première équipe d'étoiles de la LHJMQ
  - Trophée d'entraîneur de l'année de la Ligue canadienne de hockey
- 1990-1991 : entraîneur de la seconde équipe d'étoiles de la LHJMQ
- 1991-1992 : entraîneur de la seconde équipe d'étoiles de la LHJMQ
- 1999-2000 : nommé pour le trophée Jack-Adams du meilleur entraîneur de la LNH
- 2006-2007 : trophée Jack-Adams du meilleur entraîneur de la LNH
- 2010-2011 : nommé pour le trophée Jack-Adams du meilleur entraîneur de la LNH
- 2014-2015 : nommé pour le trophée Jack-Adams du meilleur entraîneur de la LNH